# 鴫野之戰
鴫野之戰是大坂冬之陣其中一場战役。
大坂城東北、大和川的北岸為今福村、南岸為鴫野村。地域屬低溼地帶、軍隊展開不易，僅能在堤防上防備。豐臣方在鴫野村設有三重柵欄、由井上賴次率兵2,000守備。德川家康則在今福村築城、並命人奪取今福、鴫野。鴫野方為上杉景勝勢5,000兵，後援有堀尾忠晴、丹羽長重、榊原康勝等。
11月26日早上，上杉勢向鴫野攻擊，上杉麾下的安田能元、須田長義攻占柵欄，井上賴次被討死。豐臣軍大野治長率軍12,000來援並反擊。上杉勢自第一柵欄後退，水原親憲在崩潰前聚攏左右鐵砲隊（火绳枪步兵队）向豐臣軍一齊射擊。後來安田能元隊也加入枪战，而堀尾、丹羽兩隊支援上杉景勝，在到達前，豐臣軍已經撤退。